# Kashiwazaki
Kashiwazaki (jap. 柏崎市, -shi) ist eine Stadt an der Küste der Präfektur Niigata auf Honshū, der Hauptinsel von Japan.

## Geographie
Kashiwazaki liegt westlich von Nagaoka und nordöstlich von Jōetsu am Japanischen Meer.

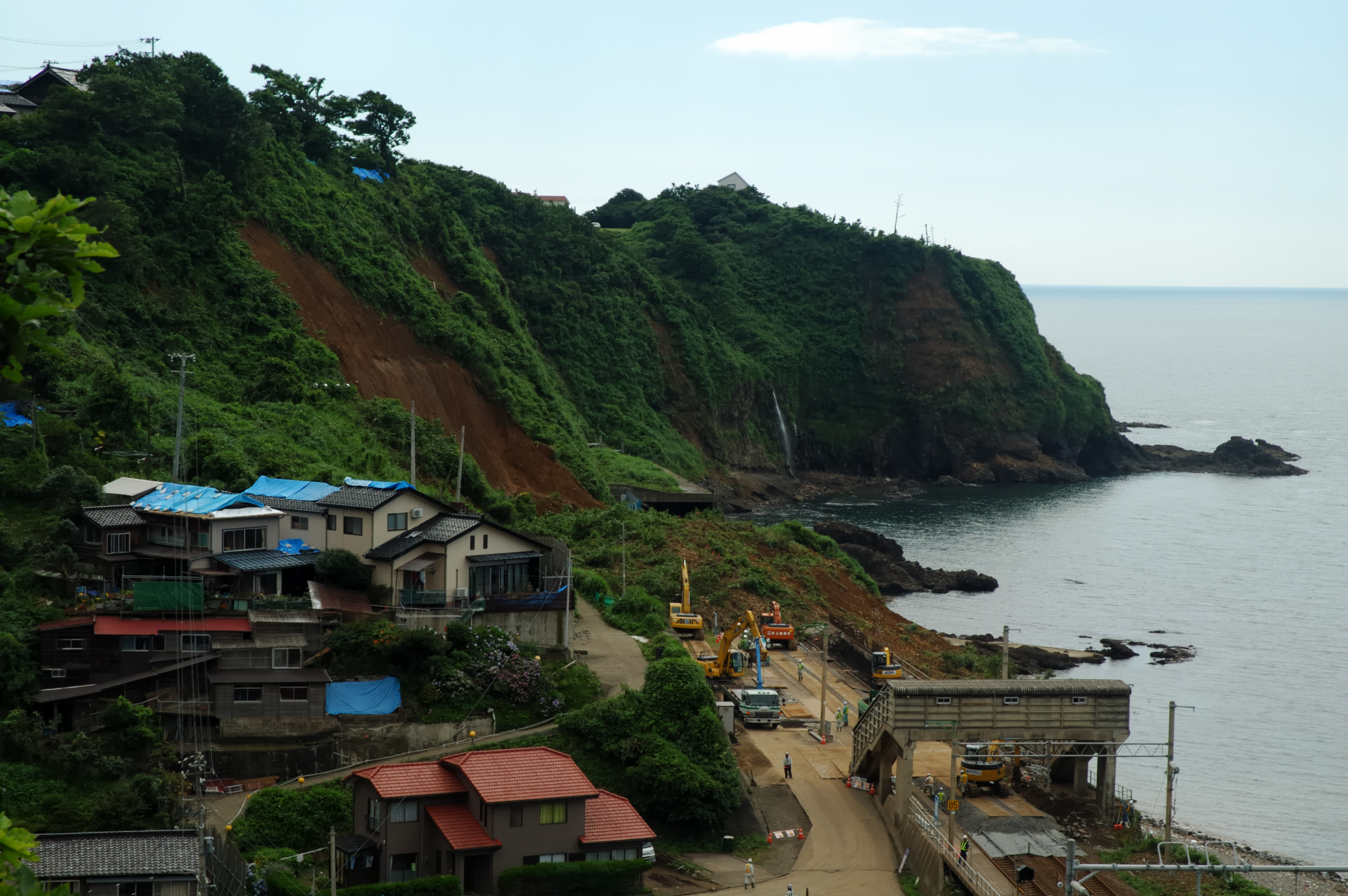
Nach dem Niigata-Chūetsu-Küstenerdbeben 2007

## Geschichte
Die Stadt Kashiwazaki wurde am 1. April 1940 gegründet.
Am 16. Juli 2007 erschütterte das Niigata-Chūetsu-Küstenerdbeben 2007 die Stadt. In Kashiwazaki erreichte es den höchsten Wert auf der JMA-Skala.

## Verkehr
- Zug:
  - JR Shin’etsu-Hauptlinie
  - JR Echigo-Linie
- Straße:
  - Hokuriku-Autobahn
  - Nationalstraße 8
  - Nationalstraße 116, 252, 291, 352, 353, 460

## Söhne und Töchter der Stadt
- Tanaka Kakuei (1918–1993), 64. und 65. Premierminister von Japan
- Makiguchi Tsunesaburō (1871–1944), Gründer der Sōka Gakkai
- Mihiro Taniguchi, Model, Sänger- und Schauspielerin
- Kōta Wakabayashi (* 1997), Sprinter

## Angrenzende Städte und Gemeinden

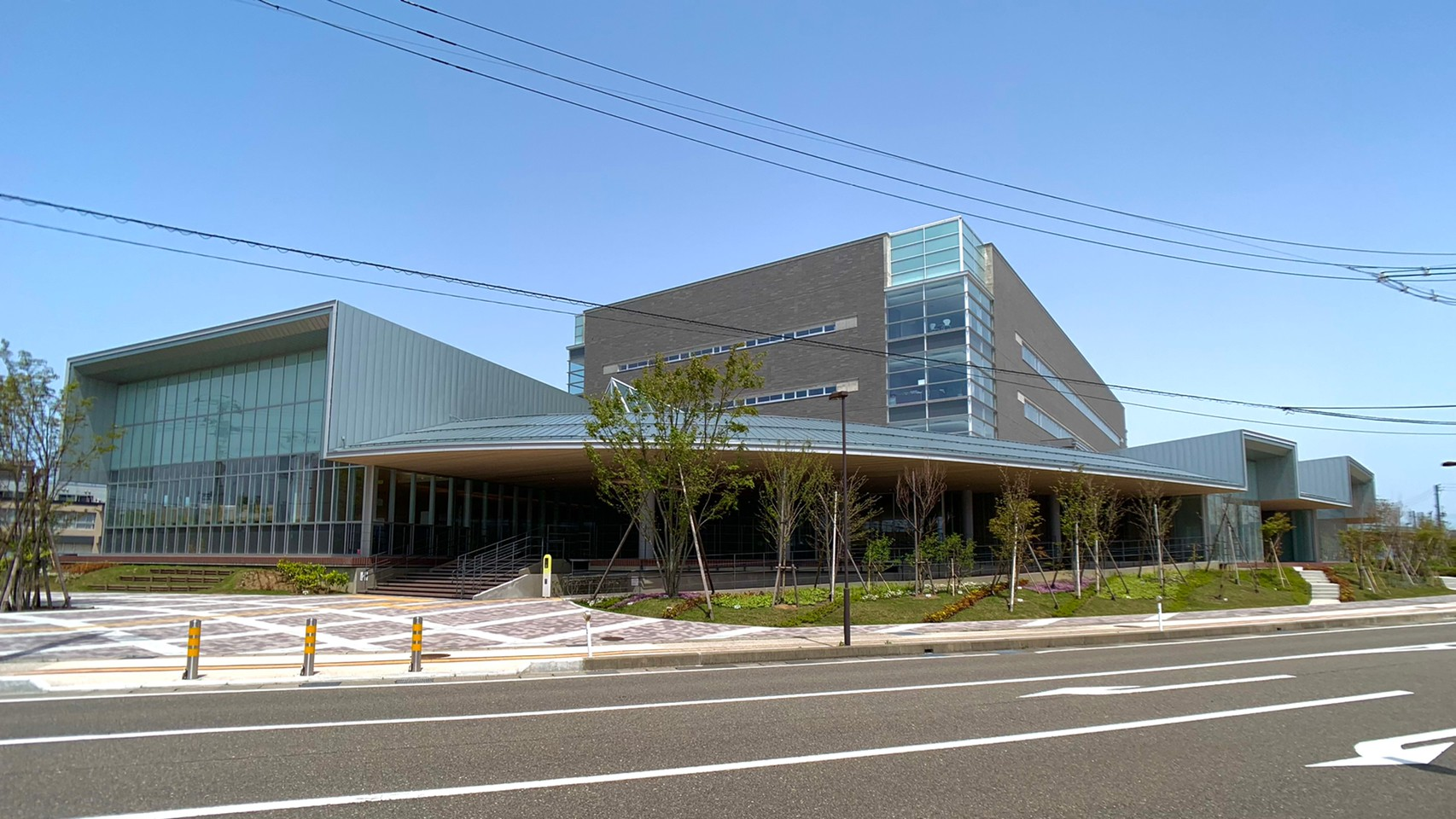
Rathaus

- Jōetsu
- Tōkamachi
- Nagaoka
- Kariwa

## Wirtschaft
Nördlich der Stadt befindet sich das Kernkraftwerk Kashiwazaki-Kariwa.